# (146) Lucina
(146) Lucina – planetoida z pasa głównego asteroid okrążająca Słońce w ciągu 4 lat i 178 dni w średniej odległości 2,72 j.a. Została odkryta 8 czerwca 1875 roku w Marsylii przez Alphonsea Borrelly’ego. Nazwa planetoidy pochodzi od Luciny, bogini czuwającej nad porodem w mitologii rzymskiej.